# Варлаам (Скамницький)
Єпископ Варлаам (Скамницький чи Скамнинський; 1697, Вільно) — 20 лютого 1761, Великий Устюг) — білоруський релігійний діяч кола Феофана Прокоповича. Випускник Києво-Могилянської академії. Просвітитель фіно-угорських країн північної Європи, насамперед Комі та Західного Сибіру. Проводив активну антимусульманську місію серед угрів Західного Сибіру (переважно серед хантів), систематично руйнував старовинні мечеті.  
Єпископ Російської православної церкви (безпатріаршої), єпископ Великоустюзький та Тотемський (1748−1761) РПЦ (б), єпископ Вятський та Великопермський (1743–1748) РПЦ (б).

## Життєпис
Народився в сім'ї білоруського купця у Вільнюсі. В юному віці емігрував з Речі Посполитої на Гетьманщину, де навчався у Києво-Могилянській академії до богословської кляси. Згодом служив у кадетському сухопутному корпусі російської армії, але обрав духовну стежку. 
Переїхавши до Московщини, 1730 він пострижений у чернецтво архімандритом Германом Концевичем у Московському Заіконоспаському монастирі. 1731 — рукопокладений в ієродиякони. 1739 — архімандрит Чудова монастиря в Москві.
3 жовтня 1740 — член Священного Синоду РПЦ (б) у Санкт-Петербурзі. 27 лютого 1743, за протекцією єпископів-українців, відбулася його хіротонія в єпископа Вятського та Великопермського РПЦ (б). З того часу починається діяльність Скамницького у країні Комі, яка ще у 17 столітті лише номінально контролювалася Москвою, а також у Західному Сибіру, де новий єпископ узявся за демонтаж мечетей у поселеннях хантів, проводячи активну антиісламську пропаганду.  
28 лютого 1748 — переведений в єпархію Великоустюзьку та Тотемську, яка теж мала у своїх межах комі землі.
1749 — заснував за містом архієрейський будинок за 4 версти від Великого Устюга. Невдовзі клопотався про своє переведення на спокій до Гетьманщини, до Видубицького монастиря, але влада не дала на це згоди. 
1753 — освятив престол на честь Собору Архангела Гавриїла у Михайло-Архангельському монастирі Архангельської єпархії.
Помер 20 лютого 1761 так і не здійснивши своєї мрії - повернутися до країни своєї юності, Гетьманщини.